# مجید رحیمیان
مجید رحیمیان (زادهٔ ۹ آبان ۱۳۷۶ در شاهرود) بازیکن بسکتبال اهل ایران است که برای باشگاه بسکتبال آورتا ساری بازی می کند.
وی همچنین سابقه بازی در تیم های آویژه صنعت پارسا مشهد، شهرداری گرگان و نفت آبادان را دارد.

## افتخارات
- مجید رحیمیان سابقه حضور در تیم ملی بسکتبال سه نفره ایران را دارد که همراه تیم ملی ایران به مقام نایب قهرمان رقابت‌های بسکتبال کاپ آسیا رسیده است.[۶][۷][۸][۹][۱۰][۱۱][۱۲][۱۳]

## پیوندهای بیرونی
مجید رحیمیان در اینستاگرام
- مجید رحیمیان در RealGM (انگلیسی)
- مجید رحیمیان در FIBA 3x3 (انگلیسی)